# Santuário de Nossa Senhora da Conceição de Vila Viçosa
O Santuário de Nossa Senhora da Conceição de Vila Viçosa, também referida como Igreja Paroquial de Vila Viçosa, Igreja de Santa Maria do Castelo ou Igreja de Nossa Senhora da Conceição, é uma igreja e santuário mariano dedicado à Imaculada Conceição, situado em Vila Viçosa, no Alentejo, em Portugal. Este fica situado dentro dos muros do castelo medieval da vila, não se podendo porém precisar a data exacta da sua fundação, sendo que a sua existência, enquanto Sé matriz católica é já assinalada na época medieval.
O templo, que é simultaneamente igreja paroquial de Vila Viçosa, e também é conhecido como Solar da Padroeira por nele se encontrar à devoção à Nossa Senhora da Conceição, enquantro padroeira de Portugal..
O edifício actual resulta da reforma levada a cabo em 1569, em pleno reinado de D. Sebastião de Portugal, sendo um amplo templo de três naves, onde o mármore regional predomina como material utilizado na construção.
A Igreja de Nossa Senhora da Conceição encontra-se classificada como Imóvel de Interesse Público desde 1944.

## História
Segundo a tradição, a igreja, denominada de Nossa Senhora do Castelo e consagrada a Nossa Senhora da Conceição, foi fundada pelo condestável do Reino de Portugal, D. Nuno Álvares Pereira, após a vitória portuguesa na Batalha de Aljubarrota (1385) contra os castelhanos. A imagem da padroeira, que ainda se encontra actualmente no santuário, foi oferecida pelo mesmo condestável, que a adquiriu em Inglaterra. 
A mesma imagem teve a honra de, por provisão régia de D. João IV de Portugal, referendada em cortes gerais, ter sido proclamada Padroeira de Portugal, em 25 de março de 1646. A partir de então, não mais os monarcas portuguesas da Dinastia de Bragança voltaram a colocar a coroa real na sua cabeça.
A notável imagem, em pedra de Ançã, encontra-se no altar-mor da igreja, estando tradicionalmente coberta por ricas vestimentas (muitas delas oferecidas pelas Rainhas e demais damas da Casa Real Portuguesa).
Ainda em 6 de Fevereiro de 1818 o rei D. João VI de Portugal concedeu nova benesse ao Santuário, erigindo-o cabeça da nova Ordem Militar de Nossa Senhora da Conceição de Vila Viçosa, agradecendo à Padroeira a resistência nacional às invasões francesas. 
Neste Santuário Nacional estão sediadas as antigas Confrarias de Nossa Senhora da Conceição de Vila Viçosa e dos Escravos de Nossa Senhora da Conceição.
O Papa João Paulo II visitou este santuário mariano durante a sua primeira visita a Portugal, em 14 de maio de 1982.

## Importância nacional e regional
Realiza-se uma grande peregrinação anual ao Santuário de Nossa Senhora da Conceição de Vila Viçosa que se celebra todos anos a 8 de dezembro, dia da solenidade da Imaculada Conceição, Padroeira Principal de Portugal.
Nossa Senhora da Conceição de Vila Viçosa foi também declarada padroeira da Arquidiocese de Évora. 
É pároco deste santuário, desde 2 de outubro de 2011, o padre Francisco Hipólito Santanita Machado Couto.